# Лёвушкина, Алла Ильинична
Алла Ильинична Лёвушкина (5 мая 1927, Рязань — 23 января 2020, там же) — советский и российский хирург-проктолог. Была старейшим в России практикующим хирургом, закончив работу в больнице в 2018 году в возрасте 91 года при врачебном стаже 67 лет. За время работы провела более 10 000 операций.

## Биография
Отец работал лесничим в Мещере, мать — школьный учитель. Старший брат Анатолий (ум. 2001) — поэт, автор стихов, жил в Архангельской области. 
В детстве много времени проводила в туристических походах, изучала природу, животных, растения, мечтала стать геологом, однако впоследствии сменила выбор под впечатлением от книги воспоминаний Викентия Вересаева «Записки врача», подкреплённым книгами других писателей-врачей, в том числе Антона Чехова и Михаила Булгакова.
В 1945 году после неудачной попытки поступления во 2-й Московский медицинский институт поступила в Рязанский педагогический институт на естественно-научный факультет. В следующем году со второй попытки поступила во 2-й Московский медицинский институт, на лечебный факультет. Училась у профессора с мировым именем Александра Николаевича Бакулева. С третьего курса посещала кружок по хирургии академика Бориса Васильевича Петровского, работавший при 4-й городской больнице Москвы.
В 1951 году начала трудовую деятельность в качестве врача. Получила предложение остаться на кафедре патофизиологии в должности ассистента, но не согласилась, отправилась по распределению в Туву. В 1951—1954 годах прошла медицинскую практику в Туве, в райцентре Шагонар, в должности практикующего хирурга.
1954 — поступила в ординатуру Рязанской клинической больницы им. Н. А. Семашко. После окончания ординатуры работала хирургом в хирургическом отделении той же больницы.
В 1961 году, спустя десять лет общей хирургической практики, выбрала специализацию хирурга-проктолога. Окончила курс первого советского проктолога Александра Наумовича Рыжих. Была единственным врачом этой специальности в Рязанской области.
Более 30 лет работала хирургом в Рязанской санитарной авиации. Летала в глухие деревни, подвергалась нападению волков.
В 2001 году перешла на работу в ГБУ РО «Городская клиническая больница № 11» в Рязани. Работала там в первом хирургическом отделении. Прекратила свою деятельность в больнице в 2018 году.
В 2014 году Председатель Правительства России Дмитрий Медведев вручил Алле Ильиничне Всероссийскую премию «Призвание» в номинации «За верность профессии».
На 2018 год Алла Ильинична являлась старейшим в России практикующим хирургом. Страдала от возрастного заболевания ног (испытывала трудности при ходьбе), однако сохраняла полную ясность мысли и точность работы рук. Оперировала, сидя в специальном кресле. Проработала в практическом здравоохранении 67 лет и провела более 10 тыс. операций.
Cкончалась 23 января 2020 года на 93-м году жизни. Похоронена на Скорбященском кладбище Рязани.

## Личная жизнь
Замужем не была, детей не было. Помогала племяннику-инвалиду.
Алла Лёвушкина — верующая православная христианка. По её словам, к вере пришла в возрасте 59 лет. Духовник — митрофорный протоиерей Пётр Кравцов (до 19 марта 2018 года — настоятель храма св. Александра Невского в Рязани, после — за штатом по возрасту). Некоторое время Алла Лёвушкина была старостой храма.

Я верующей давно стала, лет в 60. <…> Хожу в церковь, молюсь утром и вечером своими словами: о больных своих, особенно о самых тяжёлых, о своих родных, о себе, чтобы ещё немного продержаться…

Любила животных. На попечении было 14 кошек (семь своих и семь племянника). Заботилась о городских птицах, бездомных собаках и кошках.